# Hochschulmanager des Jahres
Als Hochschulmanager des Jahres werden Hochschulpräsidenten oder Hochschulrektoren, die einen entscheidenden Einfluss auf positive Veränderungsprozesse an ihrer Hochschule genommen haben, gewürdigt. Die Auszeichnung wird seit 2008 vom Centrum für Hochschulentwicklung (CHE) mit den Kooperationspartnern Financial Times Deutschland (2008–2012), bzw. der Wochenzeitschrift Die Zeit (seit 2013) verliehen.

## Auswahlverfahren
Die Wahl erfolgt in einem mehrstufigen Verfahren, bei dem zunächst Hochschulen mit einer besonders positiven Entwicklung in den Bereichen Forschung und Lehre, Internationalisierung, gesellschaftliche Vernetzung und Wissenstransfer („Third Mission“), Hochschulprofil und Qualität, sowie Nachhaltigkeit identifiziert werden. Im Folgeschritt werden durch Befragung der Hochschulleitungen Informationen zu verschiedenen Themengebieten, wie beispielsweise dem Führungsverständnis oder der Legitimation und Akzeptanz von Führungsentscheidungen, gesammelt. In der dritten Auswahlstufe wird von einer Expertenjury eine Gruppe von Finalisten und schließlich die Hochschulmanagerin oder der Hochschulmanager des Jahres gewählt. Der jeweilige Vorjahressieger ist Mitglied der Jury.

## Titelträger
| Titelträger seit 2008 | Titelträger seit 2008        | Titelträger seit 2008                                         |
| Jahr                  | Titelträger                  | Position                                                      |
| --------------------- | ---------------------------- | ------------------------------------------------------------- |
| 2008                  | Dieter Lenzen                | Präsident der Freien Universität Berlin                       |
| 2009                  | Wolfgang A. Herrmann         | Präsident der Technischen Universität München                 |
| 2010                  | Sabine Kunst                 | Präsidentin der Universität Potsdam                           |
| 2011                  | Gunter Schweiger             | Präsident der Hochschule Ingolstadt                           |
| 2012                  | Wilfried Müller              | Rektor der Universität Bremen                                 |
| 2013                  | Ute von Lojewski             | Präsidentin der Fachhochschule Münster                        |
| 2014                  | Hans Müller-Steinhagen       | Rektor der Technischen Universität Dresden                    |
| 2015                  | Ulrich Radtke                | Rektor der Universität Duisburg-Essen                         |
| 2016                  | Volker Linneweber            | Präsident der Universität des Saarlandes                      |
| 2017                  | Hans-Hennig von Grünberg     | Präsident der Hochschule Niederrhein                          |
| 2018                  | Karim Khakzar                | Präsident der Hochschule Fulda                                |
| 2019                  | Michael Hoch                 | Rektor der Rheinischen Friedrich-Wilhelms-Universität Bonn    |
| 2020                  | Anja Steinbeck               | Rektorin der Heinrich-Heine-Universität Düsseldorf            |
| 2020                  | Sabine Kunst (Special Award) | Präsidentin der Humboldt-Universität zu Berlin                |
| 2021                  | Sascha Spoun                 | Präsident der Leuphana Universität Lüneburg                   |
| 2022                  | Walter Rosenthal             | Präsident der Friedrich-Schiller-Universität Jena             |
| 2023                  | Thomas F. Hofmann            | Präsident der Technischen Universität München                 |
| 2024                  | Gabriele Gien                | Präsidentin der Katholischen Universität Eichstätt-Ingolstadt |